# The Winning
The Winning è l'undicesimo EP della cantante sudcoreana IU, pubblicato il 20 febbraio 2024.

## Antefatti
Dopo l'uscita di Lilac a marzo 2021, IU ha sperimentato un periodo di esaurimento creativo e burnout, prendendosi una pausa dalla composizione. L'intenzione iniziale, con il nuovo disco, era di dare consolazione ai fan e agli ascoltatori, ma la direzione è stata cambiata dopo il concerto The Golden Hour di settembre 2022 allo Stadio Olimpico di Seul. In un'intervista con Marie Claire Korea del febbraio 2024, la cantante ha raccontato di essersi sentita molto sotto pressione per l'evento, ma che sul palco avesse percepito che solo l'amore del pubblico fosse in grado di rinvigorirla; dopo il concerto ha dunque cambiato i generi delle canzoni, scegliendone di piene di energia, e modificato il numero di tracce da includere.
A febbraio 2023 ha dichiarato a Harper's Bazaar Korea che il tema del suo prossimo album avrebbe potuto essere il vagare senza meta; successivamente, per il numero di ottobre 2023 di Elle Korea, ha rivelato che avrebbe raccontato di una storia di desiderio/ambizione. Ospite al web show Suchwita il successivo dicembre, la cantante ha condiviso che avrebbe voluto continuare a parlare di storie legate alla sua età, ma di non volersi intestardire sull'argomento.

## Pubblicazione
Il 15 gennaio 2024 viene annunciata l'uscita del singolo Love Wins per il 24; il titolo viene successivamente cambiato in Love Wins All perché la frase era già in uso come slogan per commemorare la legalizzazione del matrimonio tra persone dello stesso sesso negli Stati Uniti. Il titolo del disco, The Winning, viene reso noto il 30 gennaio insieme alla data di uscita, il 20 febbraio 2024. IU ha scritto le parole e figura come produttrice di tutte le tracce. Molte delle emozioni provate durante The Golden Hour sono state infuse nei testi, in particolare in Shopper.
Il tema finale del disco è la vittoria, in particolare contro se stessi, e il raggiungimento degli obiettivi che ci si è prefissati. IU ha visto il progetto come una tappa importante, considerando che l'aver raggiunto i trent'anni avesse riacceso il suo spirito competitivo e l'avesse portata a competere con i piani per se stessa che aveva fatto in passato per vedere se fosse davvero in grado di realizzarli. Ha inoltre collegato il disco a Chat-Shire (2015), dichiarando:
The Winning si apre con la elettropop rock Shopper, che parla di sognare in grande anche quando l'obiettivo sembra impossibile. Attraverso questa canzone, IU dice alla gente di aspirare a raggiungere i propri sogni con sicurezza e a non limitarsi se gli altri li giudicano bizzarri o avidi. La seconda calzone è Holssi (홀씨?), un brano hip-hop/R&B il cui titolo coreano significa "spora di dente di leone". Per IU vincere non coincide con l'avere molto denaro o vivere una vita ambita, ma significa accettare il fatto che non tutti siano destinati a fiorire; a questo proposito ha dichiarato:
Nello stesso spirito di Shopper, Holssi, scritta accettando i propri limiti, chiede di non ridimensionare i propri desideri solo perché si pensa di non sbocciare e diventare splendidi.
Segue Shh.., una collaborazione con Wonsun Joe e Hyein delle NewJeans, e con Patti Kim come narratrice speciale. Shh.. contiene le voci di cantanti di diverse generazioni e, parlando di donne importanti nella propria vita, trasmette delle emozioni complicate impossibili da riassumere semplicemente come amore, amicizia, ossessione o altro: IU canta di sua madre, Hyein delle prime emozioni di rivalità e amicizia nei confronti di un'amica (ispirata alla prima amica che IU abbia avuto), Wonsun Joe del rapporto complicato con un modello di ruolo. Le tre canzoni sono state composte da Lee Jong-hoon e Lee Chae-gyu, con i quali IU ha già collaborato in Not Spring, Love, or Cherry Blossoms, Twenty-Three e Blueming. In Love Wins All IU tratta del valore dell'amore, della consolazione e del coraggio, con la speranza che il diffondere un messaggio d'affetto recante i propri sentimenti generi un circolo virtuoso di gentilezza. L'ultima traccia, I Stan U, è un ringraziamento rivolto ai fan e al pubblico.

## Accoglienza
| Recensione       | Giudizio |
| ---------------- | -------- |
| Beats per Minute | 84/100   |
| IZM              |          |
| NME              |          |

Lee Seung-won della testata online IZM ha dato a The Winning tre stelle su cinque, definendo le prime tre tracce "abbastanza convincenti con la loro perfezione completa e la bella composizione sonora", pur ritenendole inferiori a uscite precedenti della cantante quanto a capacità di connettersi al pubblico. Ha aggiunto che questo fosse compensato dalla presenza sofisticata ed elegante di Love Wins All e concluso che il disco potesse essere giudicato significativo perché in grado di collegare senza intoppi "il passato e il presente di un'artista che rappresenta quest'era", alimentando le aspettative per il futuro.
Lee Deok-haeng di Ize ha sottolineato il contrasto tra l'organicità del messaggio e la diversità del suono, scrivendo "IU, ora trentenne, ha riempito il suo carrello della spesa di sicurezza invece che dubbio".
La critica Kim Yun-ha ha paragonato The Winning a un vassoio dal quale assaggiare cose diverse, trovando che in termini musicali non prendesse un'unica direzione. Lim Hee-yoon ha notato che, nonostante le buone melodia e produzione, e il suono eccellente, non ci fossero nuove sonorità notevoli; anche il critico Kim Do-heon ha osservato che mancasse individualità nella musica e che la modalità di trasmissione del messaggio non fosse delicata.
Rhian Daly di NME ha descritto il disco come "un'ode dallo spirito libero a una vita senza limiti" e "un impeto di suoni eclettico ma coeso", mentre Chase McMullen di Beats per Minute ha osservato che, nonostante le difficoltà incontrate nel trovare l'ispirazione, IU fosse giunta a trovare "una certa atmosfera organica, pacata e semplicemente piacevole".
Il disco è figurato al secondo posto nelle liste dei migliori album K-pop della prima metà del 2024 e dell'intero anno stilate da Billboard.

## Tracce
Testi di IU.
1. Shopper – 3:35 (musica: Lee Jong-hoon, Lee Chae-gyu)
2. Holssi (홀씨?; lett. "spora") – 3:10 (musica: Lee Jong-hoon, Lee Chae-gyu, IU)
3. Shh.. (feat. Hyein, Wonsun Joe, Patti Kim (narrazione)) – 3:46 (musica: Lee Jong-hoon, Lee Chae-gyu)
4. Love Wins All – 4:31 (musica: Seo Dong-hwan)
5. I Stan U (관객이 될게?, Gwan-gaeg-i doelgeLR; lett. "Diventerò il vostro pubblico") – 3:12 (musica: Jehwi, Kim Hee-won)

Durata totale: 18:14

## Personale
Accrediti adattati da Melon.
- IU – testi, musiche (traccia 2), cori (tracce 1-3, 5)
- Lee Jong-hoon – musiche (tracce 1-3), arrangiamenti (tracce 1-3), sintetizzatore (tracce 1-2)
- Lee Chae-gyu – musiche (tracce 1-3), arrangiamenti (tracce 1-3), batteria e programmazione MIDI (tracce 1-2)
- Kim Dong-min – chitarra (tracce 1, 3)
- Son Myung-kap – registrazione
- Gu Jong-pil – missaggio (tracce 1-3)
- Hong Jang-mi – assistenza al missaggio (tracce 1-3)
- Kwon Nam-woo – mastering
- Hong So-jin – arrangiamenti (traccia 3), tastiere (traccia 3)
- Kim Seung-ho – batteria (traccia 3)
- Choi In-sung – basso (traccia 3)
- Hyein – cori (traccia 3)
- Wonsun Joe – cori (traccia 3)
- Min Hee-jin – direzione voce di Hyein (traccia 3)
- Jang Jung-woo – direzione voce di Hyein (traccia 3)
- Choi Hye-jin – registrazione (traccia 3)
- Jamie Velez – registrazione (traccia 3)
- Im Chae-kwang – registrazione (traccia 3)
- Seo Dong-hwan – musiche (traccia 4), arrangiamenti (traccia 4), batteria (traccia 4), basso (traccia 4), piano (tracce 4-5), sintetizzatore (traccia 4), arrangiamento archi (traccia 4), programmazione MIDI (traccia 4), registrazione (traccia 4)
- Kang Butter – basso (traccia 4), sintetizzatore (traccia 4), cori (traccia 4), registrazione (traccia 4)
- Song Hyun-jong – chitarra (traccia 4)
- Shin Seung-gyu – tom-tom (traccia 4), batteria (traccia 5)
- Park Chan-young – violoncello (tracce 4-5)
- Yung String – archi (traccia 4)
- Je-hwi – cori (tracce 4-5), registrazione (tracce 4-5), musiche (traccia 5), arrangiamenti (traccia 5), ottoni (traccia 5), fiati (traccia 5), programmazione MIDI (traccia 5), missaggio (traccia 5)
- Kim Hee-won – cori (tracce 4-5), musiche (traccia 5)
- Jung Ki-hong – registrazione (traccia 4)
- Lee Chan-mi – registrazione (traccia 4)
- Choi Jae-young – missaggio (traccia 4)
- Na Soo-min – assistenza al missaggio (traccia 4)
- Yang Kyung-ah – basso (traccia 5)
- Jung Suk-hoon – chitarra (traccia 5)
- Kang Ji-won – sintetizzatore (traccia 5), arrangiamento archi (traccia 5)
- Shin Ye-chan (Lucy) – violino (traccia 5)
- Nam Geun-hyung – violino (traccia 5)
- Han Byeol – viola (traccia 5)

## Successo commerciale
All'uscita, The Winning ha debuttato sulla Circle Album Chart in terza posizione con 322 776 copie vendute; è stato certificato disco di platino l'11 aprile successivo.

## Classifiche

### Classifiche settimanali
| Classifica (2024) | Posizione massima |
| ----------------- | ----------------- |
| Corea del Sud     | 3                 |
| Giappone          | 40                |

### Classifiche di fine anno
| Classifica (2024) | Posizione |
| ----------------- | --------- |
| Corea del Sud     | 63        |